# Acrodon purpureostylus
Acrodon purpureostylus là một loài thực vật có hoa trong họ Phiên hạnh. Loài này được (L.Bolus) Burgoyne mô tả khoa học đầu tiên năm 1998.